# Polyhymno
Polyhymno is een geslacht van vlinders van de familie tastermotten (Gelechiidae).

## Soorten
- P. abaiella Amsel, 1974
- P. acaciella Busck, 1900
- P. alcimacha Meyrick, 1918
- P. blastophora Janse, 1950
- P. cemiostomella (Zeller, 1877)
- P. centrophora (Meyrick, 1921)
- P. cleodorella Walsingham, 1891
- P. colorata Legrand, 1966
- P. colleta Walsingham, 1911
- P. conflicta Meyrick, 1917
- P. convergens Walsingham, 1911
- P. crambinella (Zeller, 1877)
- P. charigramma Meyrick, 1929
- P. chionarcha Meyrick, 1913
- P. deuteraula Meyrick, 1914
- P. erratica Janse, 1950
- P. eurydoxa Meyrick, 1909
- P. furcatella Janse, 1950
- P. gladiata Meyrick, 1917
- P. hieracitis Meyrick, 1913
- P. hostilis Meyrick, 1918
- P. inermis Meyrick, 1913
- P. intorta Meyrick, 1918
- P. intortoides Janse, 1950
- P. leucocras Walsingham, 1911

- P. lignicolor Janse, 1950
- P. luteostrigella Chambers, 1874
- P. millotiella Viette, 1954
- P. multifida Meyrick, 1917
- P. oxystola Meyrick, 1913
- P. palinorsa Meyrick, 1909
- P. paracma Meyrick, 1909
- P. paraintortoides Bidzilya & Mey, 2011
- P. pausimacha Meyrick, 1909
- P. pernitida Janse, 1950
- P. pleuracma Meyrick, 1926
- P. sexstrigella Chambers, 1874
- P. subaequalis Walsingham, 1911
- P. tetragrapha Meyrick, 1913
- P. thinoclasta Meyrick, 1926
- P. tropaea Meyrick, 1908
- P. walsinghami Janse, 1950